# Theodor Deppe

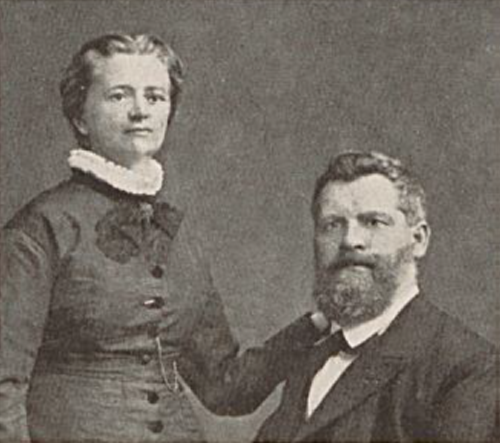
Theodor und Auguste Deppe

Theodor Deppe (* 26. Februar 1836 in Schwalenberg; † 5. März 1916 in Oerlinghausen) war ein deutscher Lehrer und Heimatforscher.

## Leben
Deppe wurde als Sohn des Försters Adolf Deppe in Schwalenberg geboren. Als Lehrer arbeitete Deppe in Lockhausen und Helpup.
Theodor Deppe war mit Auguste Altenbernd, einer Schwester des Heimatdichters Ludwig Altenbernd, verheiratet.
Er starb im März 1916 in Oerlinghausen, wohin er nach seiner Pensionierung verzogen war.

## Forschung
Schon zu seiner Lockhauser Zeit erwarb sich Deppe Kenntnisse für die Tätigkeit als Privat-Geometer, so leistete er als Feldmesser wertvolle Dienste bei den Planungen der Eisenbahnstrecken Herford-Sylbach und Oerlinghausen-Lage.
Sowohl sein bemerkenswertes zeichnerisches Talent als auch seine Erfahrungen in der Vermessungstechnik kamen Deppe bei seinen frühgeschichtlichen Forschungen zugute. Besonders befasste er sich mit der Erforschung und Vermessung von Landwehren, Burgen sowie anderen von Gräben und Wällen umgebenen Bauwerken in der Senne und im Teutoburger Wald zwischen Bielefeld und Horn.
Beeinflusst durch die zum Ende des 20. Jahrhunderts wieder auflebende Suche nach dem Ort der Varusschlacht versuchte Deppe alle von ihm beschriebenen Funde mit dieser Schlacht bzw. den Germanen und Römern in Verbindung zu bringen. – Nach neuesten Forschungen weiß man heute, dass Deppe sich in vielen Dingen geirrt hat.

## Werk
- Lokales Sammelbuch. Besonders für Hermann's Angelegenheiten, Aufenthalt und Betragen (1887)